# Creedence Clearwater Revival/Auszeichnungen für Musikverkäufe

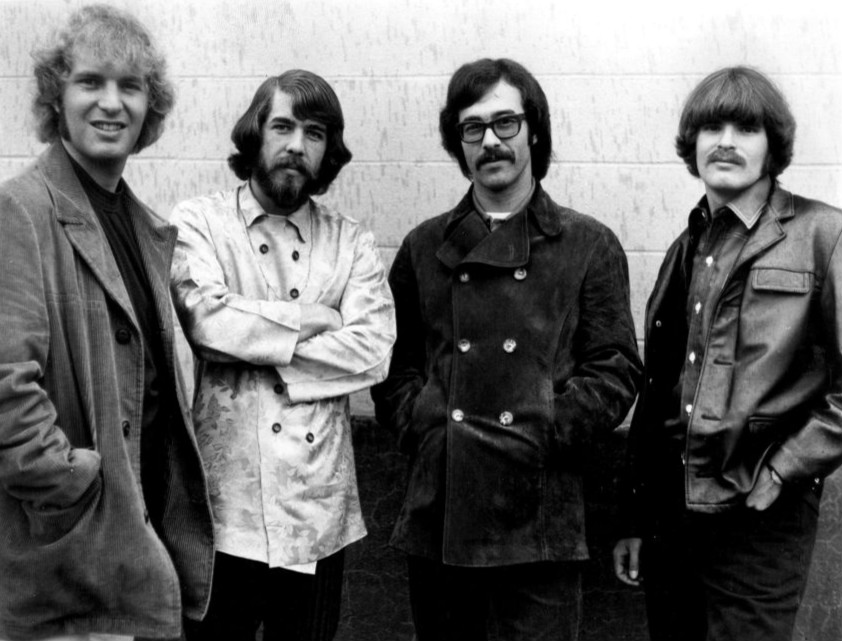
Creedence Clearwater Revival (1968)

Dies ist eine Übersicht über die Auszeichnungen für Musikverkäufe der amerikanischen Rockgruppe Creedence Clearwater Revival. Die Auszeichnungen finden sich nach ihrer Art (Gold, Platin usw.), nach Staaten getrennt in chronologischer Reihenfolge, geordnet sowie nach den Tonträgern selbst, ebenfalls in chronologischer Reihenfolge, getrennt nach Medium (Alben, Singles usw.), wieder.

## Auszeichnungen
| - Vereinigtes Königreich - 2021: für die Single Proud Mary - 2024: für die Single Up Around the Bend - 2025: für die Single Run Through the Jungle - 2025: für die Single Down on the Corner - Argentinien - 2006: für das Album Chronicle – The 20 Greatest Hits - Belgien - 2009: für das Album Chronicle – The 20 Greatest Hits - Brasilien - 2024: für die Single Fortunate Son - 2024: für die Single Have You Ever Seen the Rain? - 2025: für die Single Bad Moon Rising: Shadows on the Bayou - Dänemark - 2023: für das Album Willy and the Poor Boys - Deutschland - 19??: für das Album Creedence Clearwater Revival - 19??: für das Album Bayou Country - 19??: für das Album Green River - 19??: für die Single Proud Mary - 19??: für das Album Cosmo’s Factory - 19??: für die Single Hey Tonight - 2010: für das Album Chronicle – The 20 Greatest Hits - 2023: für die Single Have You Ever Seen the Rain? - 2023: für die Single Fortunate Son - 2025: für die Single Bad Moon Rising - Finnland - 1971: für das Album Cosmo’s Factory - 1971: für das Album Pendulum - 1990: für das Album All Time Hits - Italien - 2015: für das Album Chronicle – The 20 Greatest Hits - 2024: für die Single Bad Moon Rising - Kanada - 1989: für das Album Chronicle – The 20 Greatest Hits - Neuseeland - 2024: für das Album Cosmo’s Factory - 2025: für die Single Lodi - Niederlande - 2000: für das Album Creedence Gold - Österreich - 1996: für das Album Greatest Hits – Creedence Clearwater Revival - Spanien - 1996: für das Album Greatest Hits – Creedence Clearwater Revival - 2024: für die Single Bad Moon Rising - 2024: für die Single Proud Mary - 2024: für die Single Down on the Corner - Vereinigte Staaten - 1970: für die Single Up Around the Bend (Physisch) - 1971: für die Single Have You Ever Seen the Rain? (Physisch) - 1972: für das Album Mardi Gras - 1990: für die Single Sweet Hitch-Hiker - 1996: für das Album Hot Stuff - 1996: für das Album Rollin’ on the River - 1996: für das Album More Creedence Gold - 2025: für die Single Lodi - 2025: für das Lied Midnight Special - 2025: für die Single Travelin’ Band - 2025: für die Single I Put a Spell on You - 2025: für das Lied Long as I See the Light - Vereinigtes Königreich - 2002: für das Album Chronicle - 2013: für das Album Chronicle – The 20 Greatest Hits - 2019: für das Album Bad Moon Rising – The Collection - 2024: für das Album Cosmo’s Factory | - Argentinien - 2006: für das Videoalbum Chronicle – The 20 Greatest Hits - 2006: für das Videoalbum Chronicle, Vol. 2 - Australien - 1981: für das Album 20 Golden Greats - 1996: für das Album Chooglin’ - 2012: für das Album The Ultimate Collection - Dänemark - 2001: für das Album Platinum - 2008: für das Album The Best Of (2008) - 2023: für die Single Fortunate Son - 2023: für die Single Have You Ever Seen the Rain? - 2023: für die Single Bad Moon Rising - Finnland - 2005: für das Album Platinum - Italien - 2019: für die Single Have You Ever Seen the Rain? - 2021: für die Single Fortunate Son - Kanada - 1987: für das Album Greatest Hits – Creedence Clearwater Revival - 2011: für das Videoalbum The Legendary Concert – Royal Albert Hall Concert 1970 - Neuseeland - 1995: für das Album Keep On Chooglin’ - 2022: für das Lied Midnight Special - Niederlande - 2005: für das Album All Time Hits - Schweden - 2003: für das Album Platinum - Vereinigte Staaten - 1990: für die Single Who’ll Stop the Rain - 1990: für das Album Creedence Clearwater Revival - 1990: für das Album Pendulum - 1996: für das Album The Concert - 2019: für die Single Suzie Q. (Part One) - 2025: für die Single Green River - 2025: für die Single Born on the Bayou - Vereinigtes Königreich - 2022: für die Single Bad Moon Rising - 2022: für das Album The Best Of (2008) - 2023: für die Single Have You Ever Seen the Rain? | - Argentinien - 1996: für das Album Greatest Hits – Creedence Clearwater Revival - 1998: für das Album The Definitive Collection - Kanada - 1996: für das Album The Best Of (1970) - Neuseeland - 1980: für das Album Chronicle – The 20 Greatest Hits - 2020: für das Album The Best Of (2008) - 2024: für die Single Down on the Corner - 2024: für die Single Proud Mary - Norwegen - 2001: für das Album Platinum - Portugal - 2024: für die Single Have You Ever Seen the Rain? - Spanien - 2024: für die Single Fortunate Son - Vereinigte Staaten - 1990: für das Album Willy and the Poor Boys - 1990: für das Album Bayou Country - 1996: für das Album Creedence Gold - 2016: für die Single Bad Moon Rising - 2019: für die Single Down on the Corner - 2019: für die Single Proud Mary - 2025: für die Single Lookin’ Out My Back Door - 2025: für die Single Up Around the Bend (Digital) - Vereinigtes Königreich - 2024: für die Single Fortunate Son - Spanien - 2024: für die Single Have You Ever Seen the Rain? - Vereinigte Staaten - 1990: für das Album Green River - Vereinigte Staaten - 1990: für das Album Cosmo’s Factory - Australien - 1995: für das Album 21st Anniversary: The Ultimate Collection (24 Classic Hits) - Neuseeland - 2024: für die Single Fortunate Son - 2025: für die Single Bad Moon Rising - Australien - 2022: für das Album Chronicle – The 20 Greatest Hits - Neuseeland - 2003: für das Album Greatest Hits – Creedence Clearwater Revival - Australien - 1997: für das Album Greatest Hits – Creedence Clearwater Revival - Australien - 2024: für die Single Have You Ever Seen the Rain? - Vereinigte Staaten - 2025: für die Single Fortunate Son - 2025: für die Single Have You Ever Seen the Rain? (Digital) - Neuseeland - 1995: für das Album 21st Anniversary: The Ultimate Collection (24 Classic Hits) - 2025: für die Single Have You Ever Seen the Rain? - Vereinigte Staaten - 2023: für das Album Chronicle – The 20 Greatest Hits |

## Auszeichnungen nach Alben

### Creedence Clearwater Revival
| Land/Region               | Auszeichnungen für Musikverkäufe (Land/Region, Auszeichnung, Verkäufe) | Verkäufe  |
| ------------------------- | ---------------------------------------------------------------------- | --------- |
| Deutschland (BVMI)        | Gold                                                                   | 250.000   |
| Vereinigte Staaten (RIAA) | Platin                                                                 | 1.000.000 |
| Insgesamt                 | 1× Gold · 1× Platin ·                                                  | 1.250.000 |

### Bayou Country
| Land/Region               | Auszeichnungen für Musikverkäufe (Land/Region, Auszeichnung, Verkäufe) | Verkäufe  |
| ------------------------- | ---------------------------------------------------------------------- | --------- |
| Deutschland (BVMI)        | Gold                                                                   | 250.000   |
| Vereinigte Staaten (RIAA) | 2× Platin                                                              | 2.000.000 |
| Insgesamt                 | 1× Gold · 2× Platin ·                                                  | 2.250.000 |

### Green River
| Land/Region               | Auszeichnungen für Musikverkäufe (Land/Region, Auszeichnung, Verkäufe) | Verkäufe  |
| ------------------------- | ---------------------------------------------------------------------- | --------- |
| Deutschland (BVMI)        | Gold                                                                   | 250.000   |
| Vereinigte Staaten (RIAA) | 3× Platin                                                              | 3.000.000 |
| Insgesamt                 | 1× Gold · 3× Platin ·                                                  | 3.250.000 |

### Willy and the Poor Boys
| Land/Region               | Auszeichnungen für Musikverkäufe (Land/Region, Auszeichnung, Verkäufe) | Verkäufe  |
| ------------------------- | ---------------------------------------------------------------------- | --------- |
| Dänemark (IFPI)           | Gold                                                                   | 10.000    |
| Vereinigte Staaten (RIAA) | 2× Platin                                                              | 2.000.000 |
| Insgesamt                 | 1× Gold · 2× Platin ·                                                  | 2.010.000 |

### Cosmo’s Factory
| Land/Region                  | Auszeichnungen für Musikverkäufe (Land/Region, Auszeichnung, Verkäufe) | Verkäufe  |
| ---------------------------- | ---------------------------------------------------------------------- | --------- |
| Deutschland (BVMI)           | Gold                                                                   | 250.000   |
| Finnland (IFPI)              | Gold                                                                   | 20.000    |
| Neuseeland (RMNZ)            | Gold                                                                   | 7.500     |
| Vereinigte Staaten (RIAA)    | 4× Platin                                                              | 4.000.000 |
| Vereinigtes Königreich (BPI) | Gold                                                                   | 100.000   |
| Insgesamt                    | 4× Gold · 4× Platin ·                                                  | 4.377.500 |

### The Best Of (1970)
| Land/Region | Auszeichnungen für Musikverkäufe (Land/Region, Auszeichnung, Verkäufe) | Verkäufe |
| ----------- | ---------------------------------------------------------------------- | -------- |
| Kanada (MC) | 2× Platin                                                              | 200.000  |
| Insgesamt   | 2× Platin ·                                                            | 200.000  |

### Pendulum
| Land/Region               | Auszeichnungen für Musikverkäufe (Land/Region, Auszeichnung, Verkäufe) | Verkäufe  |
| ------------------------- | ---------------------------------------------------------------------- | --------- |
| Finnland (IFPI)           | Gold                                                                   | 20.000    |
| Vereinigte Staaten (RIAA) | Platin                                                                 | 1.000.000 |
| Insgesamt                 | 1× Gold · 1× Platin ·                                                  | 1.020.000 |

### Mardi Gras
| Land/Region               | Auszeichnungen für Musikverkäufe (Land/Region, Auszeichnung, Verkäufe) | Verkäufe |
| ------------------------- | ---------------------------------------------------------------------- | -------- |
| Vereinigte Staaten (RIAA) | Gold                                                                   | 500.000  |
| Insgesamt                 | 1× Gold ·                                                              | 500.000  |

### Creedence Gold
| Land/Region               | Auszeichnungen für Musikverkäufe (Land/Region, Auszeichnung, Verkäufe) | Verkäufe  |
| ------------------------- | ---------------------------------------------------------------------- | --------- |
| Niederlande (NVPI)        | Gold                                                                   | 40.000    |
| Vereinigte Staaten (RIAA) | 2× Platin                                                              | 2.000.000 |
| Insgesamt                 | 1× Gold · 2× Platin ·                                                  | 2.040.000 |

### More Creedence Gold
| Land/Region               | Auszeichnungen für Musikverkäufe (Land/Region, Auszeichnung, Verkäufe) | Verkäufe |
| ------------------------- | ---------------------------------------------------------------------- | -------- |
| Vereinigte Staaten (RIAA) | Gold                                                                   | 500.000  |
| Insgesamt                 | 1× Gold ·                                                              | 500.000  |

### Chronicle – The 20 Greatest Hits
| Land/Region                  | Auszeichnungen für Musikverkäufe (Land/Region, Auszeichnung, Verkäufe) | Verkäufe   |
| ---------------------------- | ---------------------------------------------------------------------- | ---------- |
| Argentinien (CAPIF)          | Gold                                                                   | 30.000     |
| Australien (ARIA)            | 6× Platin                                                              | 420.000    |
| Belgien (BRMA)               | Gold                                                                   | 25.000     |
| Deutschland (BVMI)           | Gold                                                                   | 250.000    |
| Italien (FIMI)               | Gold                                                                   | 25.000     |
| Kanada (MC)                  | Gold                                                                   | 50.000     |
| Neuseeland (RMNZ)            | 2× Platin                                                              | 40.000     |
| Vereinigte Staaten (RIAA)    | 12× Platin                                                             | 12.000.000 |
| Vereinigtes Königreich (BPI) | Gold                                                                   | 100.000    |
| Insgesamt                    | 6× Gold · 10× Platin · 1× Diamant ·                                    | 12.940.000 |

### Chronicle
| Land/Region                  | Auszeichnungen für Musikverkäufe (Land/Region, Auszeichnung, Verkäufe) | Verkäufe |
| ---------------------------- | ---------------------------------------------------------------------- | -------- |
| Vereinigtes Königreich (BPI) | Gold                                                                   | 100.000  |
| Insgesamt                    | 1× Gold ·                                                              | 100.000  |

### Greatest Hits – Creedence Clearwater Revival
| Land/Region          | Auszeichnungen für Musikverkäufe (Land/Region, Auszeichnung, Verkäufe) | Verkäufe |
| -------------------- | ---------------------------------------------------------------------- | -------- |
| Argentinien (CAPIF)  | 2× Platin                                                              | 120.000  |
| Australien (ARIA)    | 7× Platin                                                              | 490.000  |
| Kanada (MC)          | Platin                                                                 | 100.000  |
| Neuseeland (RMNZ)    | 6× Platin                                                              | 90.000   |
| Österreich (IFPI)    | Gold                                                                   | 25.000   |
| Spanien (Promusicae) | Gold                                                                   | 50.000   |
| Insgesamt            | 2× Gold · 16× Platin ·                                                 | 875.000  |

### 20 Golden Greats
| Land/Region       | Auszeichnungen für Musikverkäufe (Land/Region, Auszeichnung, Verkäufe) | Verkäufe |
| ----------------- | ---------------------------------------------------------------------- | -------- |
| Australien (ARIA) | Platin                                                                 | 50.000   |
| Insgesamt         | 1× Platin ·                                                            | 50.000   |

### The Concert
| Land/Region               | Auszeichnungen für Musikverkäufe (Land/Region, Auszeichnung, Verkäufe) | Verkäufe  |
| ------------------------- | ---------------------------------------------------------------------- | --------- |
| Vereinigte Staaten (RIAA) | Platin                                                                 | 1.000.000 |
| Insgesamt                 | 1× Platin ·                                                            | 1.000.000 |

### Chooglin’
| Land/Region       | Auszeichnungen für Musikverkäufe (Land/Region, Auszeichnung, Verkäufe) | Verkäufe |
| ----------------- | ---------------------------------------------------------------------- | -------- |
| Australien (ARIA) | Platin                                                                 | 70.000   |
| Insgesamt         | 1× Platin ·                                                            | 70.000   |

### Hot Stuff
| Land/Region               | Auszeichnungen für Musikverkäufe (Land/Region, Auszeichnung, Verkäufe) | Verkäufe |
| ------------------------- | ---------------------------------------------------------------------- | -------- |
| Vereinigte Staaten (RIAA) | Gold                                                                   | 500.000  |
| Insgesamt                 | 1× Gold ·                                                              | 500.000  |

### Rollin’ on the River
| Land/Region               | Auszeichnungen für Musikverkäufe (Land/Region, Auszeichnung, Verkäufe) | Verkäufe |
| ------------------------- | ---------------------------------------------------------------------- | -------- |
| Vereinigte Staaten (RIAA) | Gold                                                                   | 500.000  |
| Insgesamt                 | 1× Gold ·                                                              | 500.000  |

### 21st Anniversary: The Ultimate Collection (24 Classic Hits)
| Land/Region       | Auszeichnungen für Musikverkäufe (Land/Region, Auszeichnung, Verkäufe) | Verkäufe |
| ----------------- | ---------------------------------------------------------------------- | -------- |
| Australien (ARIA) | 5× Platin                                                              | 350.000  |
| Neuseeland (RMNZ) | 9× Platin                                                              | 180.000  |
| Insgesamt         | 14× Platin ·                                                           | 430.000  |

### All Time Hits
| Land/Region        | Auszeichnungen für Musikverkäufe (Land/Region, Auszeichnung, Verkäufe) | Verkäufe |
| ------------------ | ---------------------------------------------------------------------- | -------- |
| Finnland (IFPI)    | Gold                                                                   | 25.000   |
| Niederlande (NVPI) | Platin                                                                 | 80.000   |
| Insgesamt          | 1× Gold · 1× Platin ·                                                  | 105.000  |

### The Definitive Collection
| Land/Region         | Auszeichnungen für Musikverkäufe (Land/Region, Auszeichnung, Verkäufe) | Verkäufe |
| ------------------- | ---------------------------------------------------------------------- | -------- |
| Argentinien (CAPIF) | 2× Platin                                                              | 120.000  |
| Insgesamt           | 2× Platin ·                                                            | 120.000  |

### Keep On Chooglin’
| Land/Region       | Auszeichnungen für Musikverkäufe (Land/Region, Auszeichnung, Verkäufe) | Verkäufe |
| ----------------- | ---------------------------------------------------------------------- | -------- |
| Neuseeland (RMNZ) | Platin                                                                 | 15.000   |
| Insgesamt         | 1× Platin ·                                                            | 15.000   |

### Platinum
| Land/Region     | Auszeichnungen für Musikverkäufe (Land/Region, Auszeichnung, Verkäufe) | Verkäufe |
| --------------- | ---------------------------------------------------------------------- | -------- |
| Dänemark (IFPI) | Platin                                                                 | 50.000   |
| Finnland (IFPI) | Platin                                                                 | 32.965   |
| Norwegen (IFPI) | 2× Platin                                                              | 100.000  |
| Schweden (IFPI) | Platin                                                                 | 60.000   |
| Insgesamt       | 5× Platin ·                                                            | 242.965  |

### The Best Of (2008)
| Land/Region                  | Auszeichnungen für Musikverkäufe (Land/Region, Auszeichnung, Verkäufe) | Verkäufe |
| ---------------------------- | ---------------------------------------------------------------------- | -------- |
| Dänemark (IFPI)              | Platin                                                                 | 30.000   |
| Neuseeland (RMNZ)            | 2× Platin                                                              | 30.000   |
| Vereinigtes Königreich (BPI) | Platin                                                                 | 300.000  |
| Insgesamt                    | 4× Platin ·                                                            | 360.000  |

### The Ultimate Collection
| Land/Region       | Auszeichnungen für Musikverkäufe (Land/Region, Auszeichnung, Verkäufe) | Verkäufe |
| ----------------- | ---------------------------------------------------------------------- | -------- |
| Australien (ARIA) | Platin                                                                 | 70.000   |
| Insgesamt         | 1× Platin ·                                                            | 70.000   |

### Bad Moon Rising – The Collection
| Land/Region                  | Auszeichnungen für Musikverkäufe (Land/Region, Auszeichnung, Verkäufe) | Verkäufe |
| ---------------------------- | ---------------------------------------------------------------------- | -------- |
| Vereinigtes Königreich (BPI) | Gold                                                                   | 100.000  |
| Insgesamt                    | 1× Gold ·                                                              | 100.000  |

### Bad Moon Rising: Shadows on the Bayou
| Land/Region     | Auszeichnungen für Musikverkäufe (Land/Region, Auszeichnung, Verkäufe) | Verkäufe |
| --------------- | ---------------------------------------------------------------------- | -------- |
| Brasilien (PMB) | Gold                                                                   | 20.000   |
| Insgesamt       | 1× Gold ·                                                              | 20.000   |

## Auszeichnungen nach Singles

### Suzie Q.(Part One)
| Land/Region               | Auszeichnungen für Musikverkäufe (Land/Region, Auszeichnung, Verkäufe) | Verkäufe  |
| ------------------------- | ---------------------------------------------------------------------- | --------- |
| Vereinigte Staaten (RIAA) | Platin                                                                 | 1.000.000 |
| Insgesamt                 | 1× Platin ·                                                            | 1.000.000 |

### I Put a Spell on You
| Land/Region               | Auszeichnungen für Musikverkäufe (Land/Region, Auszeichnung, Verkäufe) | Verkäufe |
| ------------------------- | ---------------------------------------------------------------------- | -------- |
| Vereinigte Staaten (RIAA) | Gold                                                                   | 500.000  |
| Insgesamt                 | 1× Gold ·                                                              | 500.000  |

### Proud Mary
| Land/Region                  | Auszeichnungen für Musikverkäufe (Land/Region, Auszeichnung, Verkäufe) | Verkäufe  |
| ---------------------------- | ---------------------------------------------------------------------- | --------- |
| Deutschland (BVMI)           | Gold                                                                   | 500.000   |
| Neuseeland (RMNZ)            | 2× Platin                                                              | 60.000    |
| Spanien (Promusicae)         | Gold                                                                   | 30.000    |
| Vereinigte Staaten (RIAA)    | 2× Platin                                                              | 2.000.000 |
| Vereinigtes Königreich (BPI) | Silber                                                                 | 200.000   |
| Insgesamt                    | 1× Silber · 2× Gold · 4× Platin ·                                      | 2.790.000 |

### Bad Moon Rising
| Land/Region                  | Auszeichnungen für Musikverkäufe (Land/Region, Auszeichnung, Verkäufe) | Verkäufe  |
| ---------------------------- | ---------------------------------------------------------------------- | --------- |
| Dänemark (IFPI)              | Platin                                                                 | 90.000    |
| Deutschland (BVMI)           | Gold                                                                   | 300.000   |
| Italien (FIMI)               | Gold                                                                   | 50.000    |
| Neuseeland (RMNZ)            | 5× Platin                                                              | 150.000   |
| Spanien (Promusicae)         | Gold                                                                   | 30.000    |
| Vereinigte Staaten (RIAA)    | 2× Platin                                                              | 2.000.000 |
| Vereinigtes Königreich (BPI) | Platin                                                                 | 600.000   |
| Insgesamt                    | 3× Gold · 9× Platin ·                                                  | 3.220.000 |

### Lodi
| Land/Region               | Auszeichnungen für Musikverkäufe (Land/Region, Auszeichnung, Verkäufe) | Verkäufe |
| ------------------------- | ---------------------------------------------------------------------- | -------- |
| Neuseeland (RMNZ)         | Gold                                                                   | 15.000   |
| Vereinigte Staaten (RIAA) | Gold                                                                   | 500.000  |
| Insgesamt                 | 2× Gold ·                                                              | 515.000  |

### Green River
| Land/Region               | Auszeichnungen für Musikverkäufe (Land/Region, Auszeichnung, Verkäufe) | Verkäufe  |
| ------------------------- | ---------------------------------------------------------------------- | --------- |
| Vereinigte Staaten (RIAA) | Platin                                                                 | 1.000.000 |
| Insgesamt                 | 1× Platin ·                                                            | 1.000.000 |

### Down on the Corner
| Land/Region                  | Auszeichnungen für Musikverkäufe (Land/Region, Auszeichnung, Verkäufe) | Verkäufe  |
| ---------------------------- | ---------------------------------------------------------------------- | --------- |
| Neuseeland (RMNZ)            | 2× Platin                                                              | 60.000    |
| Spanien (Promusicae)         | Gold                                                                   | 30.000    |
| Vereinigte Staaten (RIAA)    | 2× Platin                                                              | 2.000.000 |
| Vereinigtes Königreich (BPI) | Silber                                                                 | 200.000   |
| Insgesamt                    | 1× Silber · 1× Gold · 4× Platin ·                                      | 2.290.000 |

### Fortunate Son
| Land/Region                  | Auszeichnungen für Musikverkäufe (Land/Region, Auszeichnung, Verkäufe) | Verkäufe  |
| ---------------------------- | ---------------------------------------------------------------------- | --------- |
| Brasilien (PMB)              | Gold                                                                   | 30.000    |
| Dänemark (IFPI)              | Platin                                                                 | 90.000    |
| Deutschland (BVMI)           | Gold                                                                   | 250.000   |
| Italien (FIMI)               | Platin                                                                 | 70.000    |
| Neuseeland (RMNZ)            | 5× Platin                                                              | 150.000   |
| Spanien (Promusicae)         | 2× Platin                                                              | 120.000   |
| Vereinigte Staaten (RIAA)    | 8× Platin                                                              | 8.000.000 |
| Vereinigtes Königreich (BPI) | 2× Platin                                                              | 1.200.000 |
| Insgesamt                    | 2× Gold · 19× Platin ·                                                 | 9.910.000 |

### Travelin’ Band
| Land/Region               | Auszeichnungen für Musikverkäufe (Land/Region, Auszeichnung, Verkäufe) | Verkäufe |
| ------------------------- | ---------------------------------------------------------------------- | -------- |
| Vereinigte Staaten (RIAA) | Gold                                                                   | 500.000  |
| Insgesamt                 | 1× Gold ·                                                              | 500.000  |

### Who’ll Stop the Rain
| Land/Region               | Auszeichnungen für Musikverkäufe (Land/Region, Auszeichnung, Verkäufe) | Verkäufe  |
| ------------------------- | ---------------------------------------------------------------------- | --------- |
| Vereinigte Staaten (RIAA) | Platin                                                                 | 1.000.000 |
| Insgesamt                 | 1× Platin ·                                                            | 1.000.000 |

### Up Around the Bend
| Land/Region                  | Auszeichnungen für Musikverkäufe (Land/Region, Auszeichnung, Verkäufe) | Verkäufe  |
| ---------------------------- | ---------------------------------------------------------------------- | --------- |
| Vereinigte Staaten (RIAA)    | Gold (Physisch) + 2× Platin (Digital) ·                                | 3.000.000 |
| Vereinigtes Königreich (BPI) | Silber                                                                 | 200.000   |
| Insgesamt                    | 1× Silber · 1× Gold · 2× Platin ·                                      | 3.200.000 |

### Run Through the Jungle
| Land/Region                  | Auszeichnungen für Musikverkäufe (Land/Region, Auszeichnung, Verkäufe) | Verkäufe |
| ---------------------------- | ---------------------------------------------------------------------- | -------- |
| Vereinigtes Königreich (BPI) | Silber                                                                 | 200.000  |
| Insgesamt                    | 1× Silber ·                                                            | 200.000  |

### Lookin’ Out My Back Door
| Land/Region               | Auszeichnungen für Musikverkäufe (Land/Region, Auszeichnung, Verkäufe) | Verkäufe  |
| ------------------------- | ---------------------------------------------------------------------- | --------- |
| Vereinigte Staaten (RIAA) | 2× Platin                                                              | 2.000.000 |
| Insgesamt                 | 2× Platin ·                                                            | 2.000.000 |

### Hey Tonight
| Land/Region        | Auszeichnungen für Musikverkäufe (Land/Region, Auszeichnung, Verkäufe) | Verkäufe |
| ------------------ | ---------------------------------------------------------------------- | -------- |
| Deutschland (BVMI) | Gold                                                                   | 500.000  |
| Insgesamt          | 1× Gold ·                                                              | 500.000  |

### Have You Ever Seen the Rain?
| Land/Region                  | Auszeichnungen für Musikverkäufe (Land/Region, Auszeichnung, Verkäufe) | Verkäufe   |
| ---------------------------- | ---------------------------------------------------------------------- | ---------- |
| Australien (ARIA)            | 8× Platin                                                              | 560.000    |
| Brasilien (PMB)              | Gold                                                                   | 30.000     |
| Dänemark (IFPI)              | Platin                                                                 | 90.000     |
| Deutschland (BVMI)           | Gold                                                                   | 250.000    |
| Italien (FIMI)               | Platin                                                                 | 50.000     |
| Neuseeland (RMNZ)            | 9× Platin                                                              | 270.000    |
| Portugal (AFP)               | 2× Platin                                                              | 20.000     |
| Spanien (Promusicae)         | 3× Platin                                                              | 180.000    |
| Vereinigte Staaten (RIAA)    | Gold (Physisch) · + 8× Platin (Digital)                                | 9.000.000  |
| Vereinigtes Königreich (BPI) | Platin                                                                 | 600.000    |
| Insgesamt                    | 3× Gold · 33× Platin ·                                                 | 11.050.000 |

### Sweet Hitch-Hiker
| Land/Region               | Auszeichnungen für Musikverkäufe (Land/Region, Auszeichnung, Verkäufe) | Verkäufe |
| ------------------------- | ---------------------------------------------------------------------- | -------- |
| Vereinigte Staaten (RIAA) | Gold                                                                   | 500.000  |
| Insgesamt                 | 1× Gold ·                                                              | 500.000  |

### Born on the Bayou
| Land/Region               | Auszeichnungen für Musikverkäufe (Land/Region, Auszeichnung, Verkäufe) | Verkäufe  |
| ------------------------- | ---------------------------------------------------------------------- | --------- |
| Vereinigte Staaten (RIAA) | Platin                                                                 | 1.000.000 |
| Insgesamt                 | 1× Platin ·                                                            | 1.000.000 |

## Auszeichnungen nach Lieder

### Midnight Special
| Land/Region               | Auszeichnungen für Musikverkäufe (Land/Region, Auszeichnung, Verkäufe) | Verkäufe |
| ------------------------- | ---------------------------------------------------------------------- | -------- |
| Neuseeland (RMNZ)         | Platin                                                                 | 30.000   |
| Vereinigte Staaten (RIAA) | Gold                                                                   | 500.000  |
| Insgesamt                 | 1× Gold · 1× Platin ·                                                  | 530.000  |

### Long as I See the Light
| Land/Region               | Auszeichnungen für Musikverkäufe (Land/Region, Auszeichnung, Verkäufe) | Verkäufe |
| ------------------------- | ---------------------------------------------------------------------- | -------- |
| Vereinigte Staaten (RIAA) | Gold                                                                   | 500.000  |
| Insgesamt                 | 1× Gold ·                                                              | 500.000  |

## Auszeichnungen nach Videoalben

### Chronicle – The 20 Greatest Hits
| Land/Region         | Auszeichnungen für Musikverkäufe (Land/Region, Auszeichnung, Verkäufe) | Verkäufe |
| ------------------- | ---------------------------------------------------------------------- | -------- |
| Argentinien (CAPIF) | Platin                                                                 | 8.000    |
| Insgesamt           | 1× Platin ·                                                            | 8.000    |

### Chronicle, Vol. 2
| Land/Region         | Auszeichnungen für Musikverkäufe (Land/Region, Auszeichnung, Verkäufe) | Verkäufe |
| ------------------- | ---------------------------------------------------------------------- | -------- |
| Argentinien (CAPIF) | Platin                                                                 | 8.000    |
| Insgesamt           | 1× Platin ·                                                            | 8.000    |

### The Legendary Concert – Royal Albert Hall Concert 1970
| Land/Region | Auszeichnungen für Musikverkäufe (Land/Region, Auszeichnung, Verkäufe) | Verkäufe |
| ----------- | ---------------------------------------------------------------------- | -------- |
| Kanada (MC) | Platin                                                                 | 10.000   |
| Insgesamt   | 1× Platin ·                                                            | 10.000   |

## Statistik und Quellen
| Land/RegionAuszeichnungen für Musikverkäufe (Land/Region, Auszeichnungen, Verkäufe, Quellen) | Silber     | Gold       | Platin         | Diamant  | Verkäufe   | Quellen |
| -------------------------------------------------------------------------------------------- | ---------- | ---------- | -------------- | -------- | ---------- | --- |
| Argentinien (CAPIF)                                                                          | —          | Gold1      | 6× Platin6     | —        | 286.000    | capif.org.ar (Memento vom 20. August 2011 im Internet Archive) AR2 (Memento vom 6. Juli 2011 im Internet Archive) |
| Australien (ARIA)                                                                            | —          | —          | 29× Platin29   | —        | 2.010.000  | aria.com.au |
| Belgien (BRMA)                                                                               | —          | Gold1      | —              | —        | 25.000     | ultratop.be |
| Brasilien (PMB)                                                                              | —          | 3× Gold3   | —              | —        | 80.000     | pro-musicabr.org.br                                                                                               |
| Dänemark (IFPI)                                                                              | —          | Gold1      | 5× Platin5     | —        | 360.000    | ifpi.dk |
| Deutschland (BVMI)                                                                           | —          | 10× Gold10 | —              | —        | 3.050.000  | musikindustrie.de                                                                                                 |
| Finnland (IFPI)                                                                              | —          | 3× Gold3   | Platin1        | —        | 97.965     | ifpi.fi |
| Italien (FIMI)                                                                               | —          | 2× Gold2   | 2× Platin2     | —        | 195.000    | fimi.it |
| Kanada (MC)                                                                                  | —          | Gold1      | 4× Platin4     | —        | 360.000    | musiccanada.com                                                                                                   |
| Neuseeland (RMNZ)                                                                            | —          | 2× Gold2   | 44× Platin44   | —        | 1.082.500  | aotearoamusiccharts.co.nz NZ2 NZ3                                                                                 |
| Niederlande (NVPI)                                                                           | —          | Gold1      | Platin1        | —        | 120.000    | nvpi.nl |
| Norwegen (IFPI)                                                                              | —          | —          | 2× Platin2     | —        | 100.000    | ifpi.no (Memento vom 5. November 2012 im Internet Archive)                                                        |
| Österreich (IFPI)                                                                            | —          | Gold1      | —              | —        | 25.000     | ifpi.at |
| Portugal (AFP)                                                                               | —          | —          | 2× Platin2     | —        | 20.000     | Einzelnachweise                                                                                                   |
| Schweden (IFPI)                                                                              | —          | —          | Platin1        | —        | 60.000     | sverigetopplistan.se                                                                                              |
| Spanien (Promusicae)                                                                         | —          | 4× Gold4   | 5× Platin5     | —        | 440.000    | elportaldemusica.es                                                                                               |
| Vereinigte Staaten (RIAA)                                                                    | —          | 12× Gold12 | 48× Platin48   | Diamant1 | 65.000.000 | riaa.com |
| Vereinigtes Königreich (BPI)                                                                 | 4× Silber4 | 4× Gold4   | 5× Platin5     | —        | 3.900.000  | bpi.co.uk |
| Insgesamt                                                                                    | 4× Silber4 | 46× Gold46 | 155× Platin155 | Diamant1 |            | |